# Vladimir Ivanovič Bobrov
Vladimir Ivanovič Bobrov, sovjetski častnik, vojaški pilot, letalski as in heroj Sovjetske zveze, * 11. julij 1915, Lugansko, † 1970.
Bobrov je v svoji vojaški službi dosegel 43 samostojnih in 24 skupnih zračnih zmag.

## Življenjepis
Končal je vojnoletalsko šolo v Luganskem.
Marca 1938 je prišel v Španijo, kjer je ostal do avgusta istega leta. V teh petih mesecih španske državljanske vojne je opravil 126 bojnih poletov, bil udeležen v 47 zračnih spopadih ter dosegel 13 samostojnih in 4 skupne zračne zmage.
Med drugo svetovno vojno je bil pripadnik 237. lovskega, 27. lovskega, 129. gardnega lovskega in 104. gardnega lovskega letalskega polka.
Opravil je 451 bojnih poletov, bil udeležen v 112 zračnih bojih in dosegel 30 samostojnih in 20 skupnih zračnih zmag.
V svoji karieri je skupaj opravil 577 bojnih poletov in bil udeležen v 159 zračnih bojev; letel je na I-16, LaGG-3 in P-39 Aircobra.

## Odlikovanja
- heroj Sovjetske zveze (20. marec 1991; posmrtno)
- red Lenina (2x)
- red rdeče zvezde (4x)
- red Suvorova 3. stopnje
- red Aleksandra Nevskega
- red domovinske vojne 1. stopnje
- red rdeče zvezde (2x)